# Hotel Imperial
Pour les articles homonymes, voir Hôtel Impérial.
Pour plus de détails, voir Fiche technique et Distribution.
Hotel Imperial est un film muet américain réalisé par Mauritz Stiller, sorti en 1927.

## Synopsis
L'officier Paul Almasy est séparé de son unité derrière les lignes ennemies et se cache à l'Hôtel Impérial, où la femme de chambre Anna (Negri) le déguise en serveur. Les troupes d'invasion russes font de l'hôtel leur quartier général. Paul tue plus tard l'espion russe Petroff et Anna arrange la pièce pour dépeindre la mort comme étant un suicide. Plus tard, lorsque les Russes accusent Paul du meurtre, Anna fournit un alibi en disant que Paul était plutôt avec elle dans sa chambre et, ce faisant, déchire les beaux vêtements que le général Juschkiewitsch lui a fournis. Elle aide plus tard Paul à échapper aux Russes et à quitter l'hôtel pour qu'il puisse rejoindre son unité. Après que les troupes autrichiennes aient regagné la ville, les amants sont réunis et leur bravoure est reconnue.

## Fiche technique
- Titre original : Hotel Imperial
- Réalisation : Mauritz Stiller
- Scénario : Jules Furthman d'après l'histoire Színmü négy felvonásban de Lajos Biró
- Intertitres : Edwin Justus Mayer
- Producteur : Erich Pommer, associé de B.P. Schulberg
- Société de production et de distribution : Paramount Pictures
- Photographie : Bert Glennon
- Montage : E. Lloyd Sheldon
- Pays d'origine : États-Unis
- Format : Noir et blanc - film muet
- Genre : Drame
- Durée : 85 minutes
- Dates de sortie :
  - États-Unis : 1er janvier 1927

## Distribution
- Pola Negri : Anna Sedlak
- James Hall : Lieutenant Paul Almasy
- George Siegmann : Général Juschkiewitsch
- Max Davidson : Elias Butterman
- Michael Vavitch : Tabakowitsch
- Otto Fries : Anton Klinak
- Nicholas Soussanin : Baron Fredrikson
- Golden Wadhams : Major General Sultanov
- Josef Swickard : un général